# Crisis diplomática entre Ecuador y el Perú de 1858
La crisis diplomática entre el Perú y Ecuador de 1858 fue un diferendo entre la República Peruana y la República del Ecuador, debido a que este último país dispuso de extensos territorios peruanos de la Amazonía como si fuesen suyos, otorgándolos a sus acreedores ingleses; que terminaría siendo la causa de la guerra peruano-ecuatoriana de 1858 a 1860.